# Ken Aston
Kenneth George Aston (Colchester, 1º settembre 1915 – Londra, 23 ottobre 2001) è stato un arbitro di calcio britannico.
A lui si deve l'invenzione, nel 1966 dei cartellini nel mondo del calcio.

## Biografia

### Arbitro
A lui si devono molti miglioramenti nel settore dell'arbitraggio. Oltre a questo è stato anche insegnante e soldato dell'esercito britannico. Terminò il corso per arbitri nel 1936 e fece carriera nelle leghe inferiori diventando guardalinee nella stagione 1949-50 per i campionati corrispondenti alle Serie B, Serie C1 e Serie C2, e cominciando poi ad arbitrare.
Nel suo background biografico però, prima di arbitrare, vi sono fatti riguardanti la sua vita di soldato. Durante la seconda guerra mondiale fu respinto dalla Royal Air Force a causa di un problema a una caviglia e conseguentemente si arruolò nella regia artiglieria e successivamente fu trasferito al reggimento dell'esercito di stanza in India, allora sotto il controllo della Corona Inglese. Di ritorno dal servizio militare nel 1946, diventò il primo arbitro federale a vestire la divisa nera con rifiniture bianche che divenne poi uno standard per gli arbitri. L'anno seguente fu lui che suggerì l'introduzione delle bandiere gialle per i guardalinee, al posto dei vessilli della squadra di casa utilizzati fino a quel momento. Nel 1953 diventò l'insegnante capo alla Newbury Park School e migliorò fino ad arbitrare incontri di primo livello.
Arbitrò la finale di ritorno della Coppa Intercontinentale del 1960 tra Real Madrid e Peñarol anche se il suo nome rimarrà per sempre nelle pagine più nere del calcio italiano per aver arbitrato in modo da tutti definito asimmetrico il famigerato incontro Cile-Italia del 1962 (ricordato anche in termini epici come la Battaglia di Santiago), ossia la partita del gruppo 2 del Campionato del mondo di calcio che si disputò in Cile nel 1962. In quella partita Aston espulse due giocatori italiani per falli duri ma non sanzionò minimamente i falli ben più gravi dei giocatori cileni, soprattutto l'attaccante Sanchez che colpì due volte con pugni giocatori italiani fratturando il naso di Maschio. Conseguentemente Aston non arbitrò più partite né in quella coppa del mondo, ufficialmente a causa di una lesione al tendine di Achille, né nelle successive edizioni.

### Dirigente
Successivamente fu chiamato a far parte della commissione arbitrale della FIFA, presiedendola per quattro anni. Fu responsabile di tutti gli arbitri nelle coppe del mondo del 1966, 1970 e 1974.

#### L'invenzione dei cartellini e altre innovazioni
Durante i Mondiali inglesi del 1966, avvenne un fatto curioso nell'incontro dei quarti di finale tra Inghilterra e Argentina: Antonio Rattín era stato espulso dall'arbitro tedesco Rudolf Kreitlein, ma il giocatore argentino si rifiutò di allontanarsi dal terreno di gioco; la partita fu sospesa per 11 minuti, finché Rattín, dopo ripetute rimostranze, abbandonò il campo. Questo fatto evidentemente inculcò in Aston la voglia di trovare un modo per far sì che episodi del genere non si ripresentassero più. Aston raccontò che il "flash" gli venne a un semaforo: fu in questo modo che nacque l'idea dei cartellini gialli per le ammonizioni e i cartellini rossi per le espulsioni. Tale innovazione venne introdotta ai Mondiali del 1970 e poi definitivamente inserita nelle regole del calcio nel 1973. Nel 1966 Aston introdusse anche la pratica di designare un arbitro sostituto che potesse prendere il posto dell'arbitro ufficiale in caso di infortunio di quest'ultimo (pratica che evolvendo sarebbe poi sfociata nel cosiddetto quarto uomo). Propose inoltre di indicare precisamente nelle Regole del calcio la pressione atmosferica che doveva avere il pallone.
Nel 1974 introdusse inoltre l'uso della lavagna per indicare le sostituzioni, in modo da permettere ai giocatori e all'arbitro di capire più velocemente chi fosse il calciatore da sostituire. Aston divenne poi membro della Football Association e capo istruttore dell'American Youth Soccer Organisation. Nel 1997 fu nominato Membro dell'Ordine dell'Impero Britannico per i suoi servizi al calcio negli Stati Uniti.

### Morte
Morì nel 2001 a Ilford, un sobborgo di Londra.